# Ой летіли дикі гуси
«Ой летіли дикі гуси» — українська пісня написана у 1969 і опублікована 1972 року в журналі Ранок. Пісня стилізована під народну, музика написана українським композитором Ігорем Покладом на слова поета Юрія Рибчинського. Також відомою є версія, що створена у 2003 році за аранжування Олександра Ксенофонтова та Руслани Лижичко.

## Історія створення
Пісня «Ой летіли дикі гуси» народилась в творчому тандемі Поклад/Рибчинський, але пів року пролежала «в столі», поки не знайшовся потрібний виконавець. Складність полягала в тому, що створена як естрадна композиція за стилістикою, пісню було написано саме для народного голосу.
У 1974 році на V Всесоюзному конкурсі артистів естради Лідія Відаш, виконавши пісню  «Ой летіли дикі гуси…», посіла друге місце. Перше місце виборов Ренат Ібрагімов, а третє — Алла Пугачова. Конкурс проходив у три тури. У кожному з турів Лідія виконувала «Ой летіли дикі гуси…», а також пісні «Черемшина», «Марічка», «Як я люблю тебе», «Моя Буковина», «Степом, степом».
Одним з перших виконавців пісні була Заслужена артистка УРСР, солістка Донецької філармонії Тамара Міансарова. Проте найбільш гармонійно пісня прозвучала у виконанні Ніни Матвієнко (що на той час була солісткою вокальної студії при відомому тоді і тепер колективі — Національному заслуженому академічному народному хорі України імені Григорія Верьовки). Тому можна сказати, що тужлива композиція «Ой летіли дикі гуси» зробила Ніну Матвієнко по-справжньому знаменитою, а сама співачка своїм голосом подарувала пісні популярність на довгі роки.

## Цікаві факти
- З цією композицією у 1979 році Ніна Матвієнко стала фіналісткою телевізійного пісенного фестивалю «Пісня року».
- До перемоги привела ця пісня і Руслану Лижичко, яка на музичному і мистецькому фестивалі «Слов'янський базар» отримала Гран-прі у 1996 році.
- За жанровою направленістю це так звана пісня-плач.
- Стала переможною ця пісня і для учасниці конкурсу «Голос країни» Христини Соловій на етапі батлів, де вона здобула перемогу проти Юлії Горюнової.

## Відомі виконавці
- Ніна Матвієнко
- Тамара Міансарова
- Лідія Відаш
- Руслана Лижичко
- Антоніна Матвієнко
- Піккардійська Терція
- Хорова капела Богуславського педагогічного училища імені Олександра Кошиця під керівництвом  Олексія Юзефовича
- Людмила Сенчина
- Елеонора Джулик
- Видноколо

### Відеозаписи
- Ніна Матвієнко в фіналі пісенного фестивалю «Пісня року79»[7]
- Ніна і Антоніна Матвієнко на етнофестивалі «Співаючі тераси»[8]
- Антоніна Матвієнко на телевізійному шоу «Голос країни» від 04.09.2011 р.[9]
- Пікардійська Терція виконує пісню «Ой летіли дикі гуси»[10]
- Запис з ювілейного концерту Тамари Міансарової у 2005 році[11]
- Кліп Руслани Лижичко (2003)[12]
- Лідія Відаш «Дикі гуси»[13]
- Людмила Сєнчина співає «Дикі гуси»[14]
- Харківська солістка Харківського академічного театру музичної комедії Елеонора Джулік співає «Дикі гуси»[15]
- Гурт «Видноколо» — «Ой, летіли дикі гуси»[16]
- Христина Соловій проти Юлії Горюнової: «Ой летіли дикі гуси»[17]

## Дискографія
- І.Поклад, Ю.Рибчинський – Ой, Летіли Дикі Гуси (2001, серія Шлягери XX Століття, НАК) - виконавець Руслана[18]
- Руслана – Найкраще The Best (2001)[19]
- Ніна Матвієнко – Найкраще (Астра, 2005)
- Олександр Малінін – Чарівна Скрипка (2008)[20]
- Піккардійська Терція – "Етюди" (UKRmusic, 2009)[21]
- Тамара Миансарова. Песни украинских авторов (2009, Росія).
- Червона Рута (серія Шедеври Української Естради) "Країна Мрій" (2015) (виконують Ніна Матвієнко та Мрія)[22]